# Ostsee östlich Wagrien
Ostsee östlich Wagrien este o arie protejată (arie de protecție specială avifaunistică — SPA) din Germania întinsă pe o suprafață de 39.421 ha, integral pe uscat.

## Localizare
Centrul sitului Ostsee östlich Wagrien este situat la coordonatele 54°18′19″N 11°12′39″E / 54.3053°N 11.2108°E.

## Înființare
Situl Ostsee östlich Wagrien a fost declarat arie de protecție specială avifaunistică în septembrie 2004 pentru a proteja 19 specii de animale.

## Biodiversitate
Situată în ecoregiunea continentală, aria protejată nu include niciun habitat protejat.
La baza desemnării sitului se află mai multe specii protejate de  păsări (19): ciocârlie-de-câmp (Alauda arvensis), fâsă de luncă (Anthus pratensis), rața moțată (Aythya fuligula), Aythya marila, buhai de baltă (Botaurus stellaris stellaris), prundaș gulerat mare (Charadrius hiaticula), erete de stuf (Circus aeruginosus), Clangula hyemalis, lebădă de iarnă (Cygnus cygnus), becațină comună (Gallinago gallinago), sfrâncioc roșiatic (Lanius collurio), ferestraș mic (Mergus albellus), pietrar sur (Oenanthe oenanthe), ciocântors (Recurvirostra avosetta), eider (Somateria mollissima), chiră mică (Sterna albifrons), Sterna paradisaea, fluierarul cu picioare roșii (Tringa totanus), nagâț (Vanellus vanellus).